# Does Your Mother Know
«Does Your Mother Know?» (¿Lo sabe tu madre?) es una canción y un sencillo publicado por el grupo sueco ABBA. La portada del sencillo fue tomada de la sesión de fotos para la cubierta del álbum Voulez-Vous.

## La canción
Fue escrita por Benny y Björn, y grabada el 27 de marzo de 1979, en los estudios de Polar Music, llamada primeramente "I Can Do It". La canción habla sobre como una jovencita se enamora de un hombre más grande que ella, pero él trata de disuadirla diciendo que pueden bailar o hablar, pero no ir más allá. Este tema viene incluido en el álbum Voulez-Vous como la pista número 6.
La canción se convirtió en otro de los grandes hits de ABBA, llegó al Top Ten en Bélgica, Irlanda, Reino Unido, Holanda, Suiza, Australia, Canadá, Zimbabue y en Alemania. Fue el último y más exitoso sencillo de ABBA con Björn haciendo la voz principal.
Al igual que el sencillo de Voulez Vous, en la portada se lee la leyenda From The New Album Voulez-Vous (Del nuevo álbum Voulez-Vous). La parte final del coro fue tomada de la melodía de Dream World.
La canción forma parte del musical Mamma Mia!, basado en las canciones de ABBA. Comúnmente era interpretada por el grupo en sus giras de 1979 y de 1980.

## Kisses Of Fire
Kisses Of Fire (Besos de fuego) se convirtió en el lado B de este sencillo. Fue escrita por Björn y Benny, siendo grabada el 7 de febrero de 1979, en los estudios de Polar Music, llamada originalmente "Tidernas Blåsning". La canción habla de una mujer que simplemente expresa lo que siente cuando su pareja la besa. Este tema viene incluido en el álbum Voulez-Vous como la pista número 10.
En la URSS fue lanzado como sencillo, con Voulez Vous en el lado B.

## El vídeo
Fue hecho el 5 y 6 de abril de 1979, en los estudios Europa Film, Estocolmo. El vídeo es similar al de Voulez Vous' y 'Dancing Queen': ABBA se presenta sobre un escenario, ante una multitud de adolescentes que bailan al ritmo de la canción. Fue dirigido por Lasse Hallström.
Actualmente está disponible en The Definitive Collection (DVD), ABBA: 16 Hits y en ABBA Gold (DVD).

## Johnny English
La canción fue utilizada para el film de 2003 Johnny English protagonizado por Rowan Atkinson, quien de una forma jocosa canta la canción en el baño después de que el antagonista de la historia ha puesto cámaras para vigilarlo. Dicho vídeo es reproducido durante la coronación como rey de Inglaterra de Pascal y es visto a nivel mundial, y, curiosamente, también canta "Thank You For The Music" anteriormente en el film, aunque a cappella.

## Posicionamiento
| Lista                                     | Posición |
| ----------------------------------------- | -------- |
| Alemania Top 50 Airplay Singles           | 1        |
| Bélgica Top 30 BRT Singles                | 1        |
| Bélgica Top 30 Humo Singles               | 1        |
| Danish Singles Charts                     | 1        |
| Eurochart Hot 100 Singles                 | 1        |
| Canadá RPM Adul Contemporany              | 1        |
| Finlandia Suosikki Singles                | 1        |
| Israel Top 40 Singles                     | 1        |
| Irlanda Top 30 IRMA Singles Chart         | 1        |
| Holanda Top 30 National Hitparade Singles | 1        |
| Holanda Dutch Top 40 Singles              | 1        |
| UK Singles Chart                          | 1        |
| Suiza Top 100 Singles                     | 1        |
| Australia Top 50 ARIA Singles Chart       | 1        |
| Canadá Top 50 Singles                     | 1        |
| Zimbabue Top 20 Singles                   | 90       |
| Alemania Top 50 Sales Singles             | 1        |
| Sudáfrica Top 20 Springbok Singles        | 99       |
| Austria Top 75 Singles                    | 1        |
| E.U. Top 100 Cashbox Singles              | 1        |
| E.U. Top 100 Record World Singles         | 1        |
| México Lista de Sencillos Internacionales | 1        |
| Japón Top 100 Oricon Singles              | 1        |
| Billboard Hot 100                         | 1        |
| Francia Top 30 Singles                    | 1        |
| Nueva Zelanda Top 50 RIANZ Singles Chart  | 1        |
| E.U. Billboard Adult Contemporany Chart   | 5        |

### Trayectoria en las listas
| Posición | 83 | 63 | 53 | 37 | 33 | 28 | 25 | 22 | 20 | 19 | 21 | 30 | 29 | 69 |

| Posición | 19 | 4 | 4 | 4 | 6 | 12 | 25 | 41 | 73 |

| Posición | 83 | 43 | 30 | 21 | 18 | 9 | 9 | 7 | 8 | 11 | 18 | 23 | 34 | 45 | 59 | 73 |

### Listas de Fin de Año
| País         | Posición | Año  |
| ------------ | -------- | ---- |
| Australia    | 70       | 1979 |
| Bélgica      | 18       | 1979 |
| Canadá       | 52       | 1979 |
| Países Bajos | 66       | 1979 |
| Reino Unido  | 43       | 1979 |

## Certificaciones
| País        | Certificación | Ventas    |
| ----------- | ------------- | --------- |
| Reino Unido | Plata         | + 400 000 |